# بليك كولمان
بليك كولمان (بالإنجليزية: Blake Coleman)‏ هو لاعب هوكي الجليد أمريكي، ولد في 28 نوفمبر 1991 في بلينو في الولايات المتحدة.

## وصلات خارجية
- بليك كولمان على موقع دوري الهوكي الوطني (الإنجليزية)
- بليك كولمان على موقع EliteProspects.com (الإنجليزية)
- بليك كولمان على موقع Eurohockey.com (الإنجليزية)
- بليك كولمان على موقع HockeyDB.com (الإنجليزية)
- بليك كولمان على موقع Hockey-Reference.com (الإنجليزية)